# Пресьядо, Айртон
Эдуар Айртон Пресьядо Гарсиа (исп. Eduar Ayrton Preciado García; род. 17 июля 1994 года в Эсмеральдас, Эквадор) — эквадорский футболист, полузащитник клуба «Сантос Лагуна» и сборной Эквадора. Участник чемпионата мира 2022 года.

## Клубная карьера

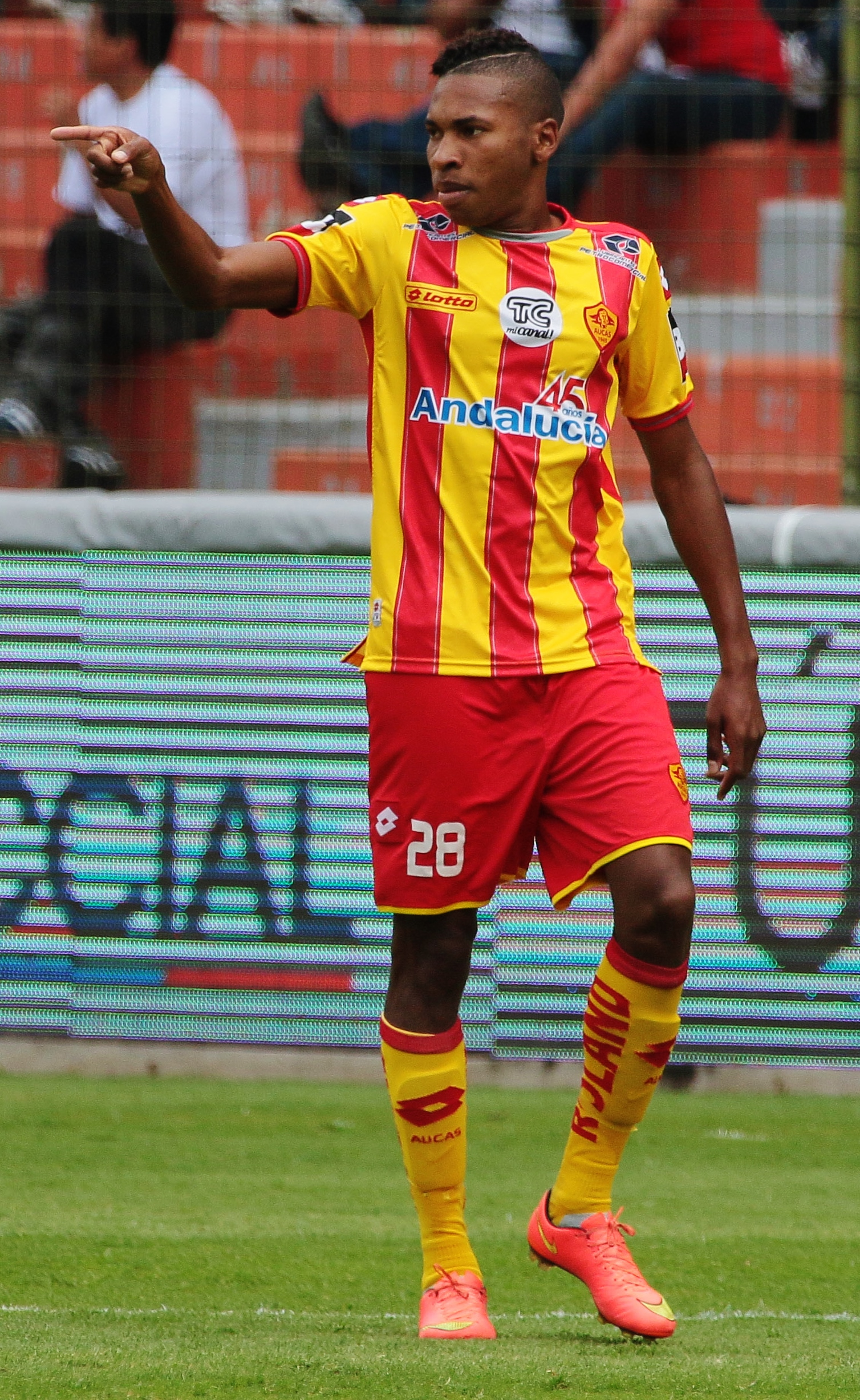
Пресьядо в составе «Аукас»

Пресьядо — воспитанник клуба «Депортиво Кито». 17 сентября 2011 года в матче против «Имбабуры» он дебютировал в эквадорской Примере. В своём первом сезоне Пресьядо стал чемпионом страны. Летом 2013 года он перешёл в португальский «Трофенсе». 10 августа в матче против дублёров лиссабонской «Бенфики» Айртон дебютировал в Сегунда лиге. 2 октября в поединке против «Авеша» Пресьядо забил свой первый гол за «Трофенси».
Летом 2014 года Айртон присоединился к клубу «Лейшойнш». 17 сентября в матче против «Фреамунде» он дебютировал за новую команду. 21 сентября в поединке против своего бывшей команды «Трофенсе» Пресьядо забил свой первый гол за клуб.
Летом 2015 года Айртон вернулся на родину, подписав контракт с «Аукасом». 12 июля в матче против гуаякильского «Ривер Плейта» он дебютировал за новую команду. 23 августа в поединке против гуаякильской «Барселоны» Пресьядо забил свой первый гол за «Аукас».
В начале 2017 года Айртон перешёл в «Эмелек». 29 января в матче против «Универсидад Католика» из Кито он дебютировал за новую команду. 9 апреля в поединке против «Клан Хувениль» Пресьядо забил свой первый гол за «Эмелек». В матчах Кубка Либертадорес против колумбийского «Индепендьенте Медельин» и аргентинского «Ривер Плейта» он забил по голу.
Летом 2018 года Пресьядо перешёл в мексиканский «Сантос Лагуна». Сумма трансфера составила 6,8 млн евро. 6 августа в матче против «Пуэблы» он дебютировал в мексиканской Примере. 17 февраля 2019 года в поединке против «Крус Асуль» Айртон забил свой первый гол за «Сантос Лагуна».

## Международная карьера
23 февраля 2017 года в товарищеском матче против сборной Гондураса Пресьядо дебютировал за сборную Эквадора. 10 июня 2019 года в поединке против сборной Мексики Айртон забил свой первый гол за национальную команду.

### Голы за сборную Эквадора
| #   | Дата         | Место                                | Противник | Счёт | Результат | Соревнование      |
| --- | ------------ | ------------------------------------ | --------- | ---- | --------- | ----------------- |
| 01. | 10 июня 2019 | Эй-ти-энд-ти-стэдиум, Арлингтон, США | Мексика   | 2:2  | 3:2       | Товарищеский матч |

## Достижения
Клубные
 «Депортиво Кито»
- Чемпионат Эквадора — 2011